# Into the Void (Nine Inch Nails)
Into the Void è una canzone dei Nine Inch Nails pubblicata come singolo nel 2000. Into the Void si trova nel terzo album in studio della band, The Fragile.

## La canzone
Into the Void è molto simile a La Mer (brano presente nello stesso album): le 2 canzoni hanno la stessa introduzione, le stesse linee di basso e la stessa melodia. La canzone inizia con un corto intro strumentale a base di gamelan. Il testo invece tratta delle difficoltà di un uomo, e che quindi cade nel vuoto della depressione.
È stato prodotto un video per la canzone, diretto da Walter Stern e Jeff Richter e pubblicato il 14 gennaio 2000.
Into the Void, che non ha niente a che vedere con l'omonima canzone dei Black Sabbath, è stata reinterpretata da Eric Gorfain, Skorbut & Kalte Farben e Wormhole.

## Tracce
1. Into the Void – 4:52
2. We're in This Together – 7:18
3. The Perfect Drug – 5:43
4. The New Flesh – 3:40